# Fortezza Stalingrado
(pag. 22)
Fortezza Stalingrado (titolo originale War of the Rats) è un romanzo storico scritto da David L. Robbins nel 1999. Narra la sfida tra due cecchini, uno russo e uno tedesco, che avviene durante la battaglia di Stalingrado.

## Film
Nel 2001 è stato realizzato un film, basato sulla stessa storia raccontata nel libro, diretto dal regista Jean-Jacques Annaud dal titolo Il nemico alle porte.

## Edizioni
- David L. Robbins, Fortezza Stalingrado, traduzione di Andrea Zucchetti, TEA, 2003,  p. 487.